# Chamarandes-Choignes

Chamarandes-Choignes este o comună în departamentul Haute-Marne din nord-estul Franței. În 2009 avea o populație de 1.047 de locuitori.

## Evoluția populației
| An        | 1975 | 1982 | 1990 | 1999  | 2006  | 2009  |
| --------- | ---- | ---- | ---- | ----- | ----- | ----- |
| Populație | 718  | 829  | 947  | 1.021 | 1.021 | 1.047 |